# Asota ocellata
Asota ocellata là một loài bướm đêm trong họ Erebidae.